# San Emigdio
San Emigdio è un comune del dipartimento di La Paz, in El Salvador.